# Bál az Operában
A Bál az Operában a KFT együttes harmadik albuma. 1984-ben jelent meg lemezen, 1994-ben cd-n is kiadták.

## Az album számai
A oldal:
1. Bál az Operában
2. Maldoror, a rémkirály
3. Rózsák Valériának
4. A szomorú szerelmek hercege
5. Magányos bábfigurák

B oldal:
1. Afrika
2. Dzsungelharc
3. Alkalmatlan vagyok
4. Színes álarc a lelkemen
5. Piroska és a Farkas

## Közreműködők
- Zene és szöveg: Korlátolt Felelősségű Társaság
- Bornai Tibor – billentyűsök, ének
- Laár András – gitárok, ének
- II. Lengyelfi Miklós – basszusgitár, bőgők, ének
- Márton András – dobok, ének

- Hassmann Péter – szintetizátor
- Fekete László – orgánum
- Járdaszéli P. Tímea – kacaj
- Paul Afari – egzotikus anyanyelv
- Bohus Tamás, Bornai Szilveszter – kíváncsi gyerekek

Hangfelvétel: Főnix és P Stúdió
- Zenei rendező: Bornaár Márlen
- Hangmérnök: Bohus János, Kálmán Sándor, Küronya Miklós
- Borítóterv: KFT együttes
- Grafika: Pálfi György
- Fotó: Gáti György